# هانا براون
هانا کلسی براون (زاده 24 سپتامبر 1994) یک شخصیت تلویزیونی آمریکایی و دارنده عنوان سابق مسابقه زیبایی است که بیشتر به خاطر بازی در نقش اصلی در فصل 15 سریال مجرد شناخته می‌شود. براون قبلاً در فصل 23 سریال بچلر در بین 7 تیم برتر قرار گرفته بود. براون به عنوان دارنده عنوان مسابقه زیبایی، تاجگذاری خانم آلابامای ایالات متحده آمریکا 2018 را به دست آورد و در دوشیزه ایالات متحده آمریکا 2018 شرکت کرد. پس از مجرد، او در فصل 28 رقص با ستارگان با شریک خود، آلن برستن، رقابت کرد و در 25 نوامبر 2019 برنده اعلام شد
براون در توسکالوسا، آلاباما متولد شد. او هم در توسکالوزا و هم در نورث پورت، آلاباما بزرگ شد. براون به عنوان طراح داخلی در نورث پورت مشغول به کار شد.

## فیلم‌شناسی
| سال  | عنوان                            | نقش  | یادداشت                        |
| ---- | -------------------------------- | ---- | ------------------------------ |
| ۲۰۱۸ | دوشیزه ایالات متحده آمریکا ۲۰۱۸  | خودش | خانم آلاباما آمریکا؛ بی‌قرار    |
| ۲۰۱۹ | لیسانس                           | خودش | شرکت کننده؛ فصل ۲۳ ; مقام هفتم |
| ۲۰۱۹ | لیسانس                           | خودش | لیسانس؛ فصل ۱۵                 |
| ۲۰۱۹ | لیسانس در بهشت                   | خودش | ظاهر مهمان؛ فصل ۶              |
| ۲۰۱۹ | رقصیدن با ستاره‌ها                | خودش | شرکت کننده و برنده؛ فصل 28     |
| ۲۰۲۰ | لیسانس                           | خودش | ظاهر مهمان؛ فصل ۲۴             |
| ۲۰۲۱ | بازی دوستیابی افراد مشهور        | خودش | سلبریتی مرموز                  |
| ۲۰۲۳ | نیروهای ویژه: سخت‌ترین آزمون جهان | خودش | شرکت کننده و برنده؛ ۱۰ قسمت    |

| سال  | عنوان           | هنرمند     | نقش       |
| ---- | --------------- | ---------- | --------- |
| ۲۰۲۱ | " تقریبا شاید " | جردن دیویس | علاقه عشق |

## جوایز و نامزدها
| سال      | جایزه             | دسته‌بندی        | کار نامزدی | نتیجه | Ref.   |
| -------- | ----------------- | --------------- | ---------- | ----- | ------ |
| سال ۲۰۱۹ | جایزه انتخاب مردم | مسابقهٔ سال ۲۰۱۹ | "بچه لتر"  | برنده | [ ۱۱ ] |